# Нехрущ обыкновенный
Не́хрущ обыкнове́нный, или не́хрущ ию́ньский, или хрущ ию́ньский (Amphimallon solstitiale) или июньский жук — жук из семейства пластинчатоусых, принадлежащий к группе хрущей (Melolonthinae) и называемый также нехрущ или хрущ-нехрущ.

## Описание

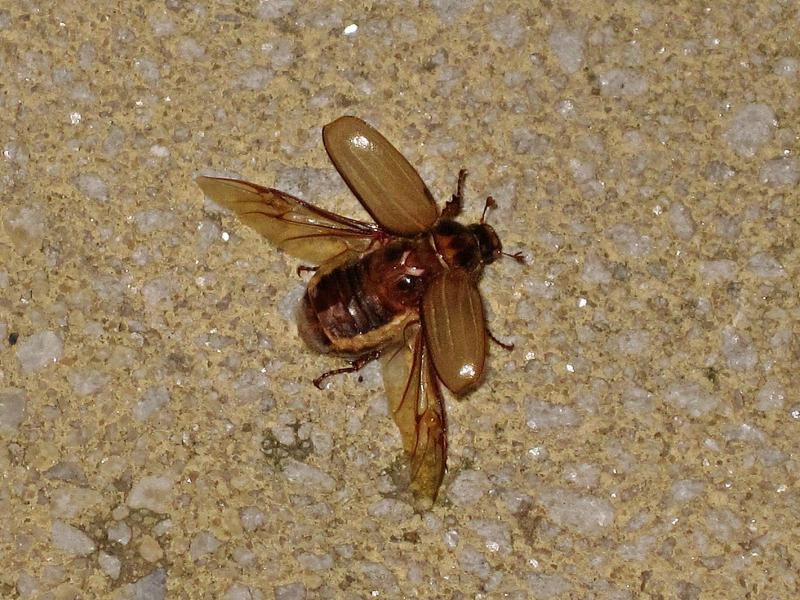
Июньский жук, готовящийся к взлëту

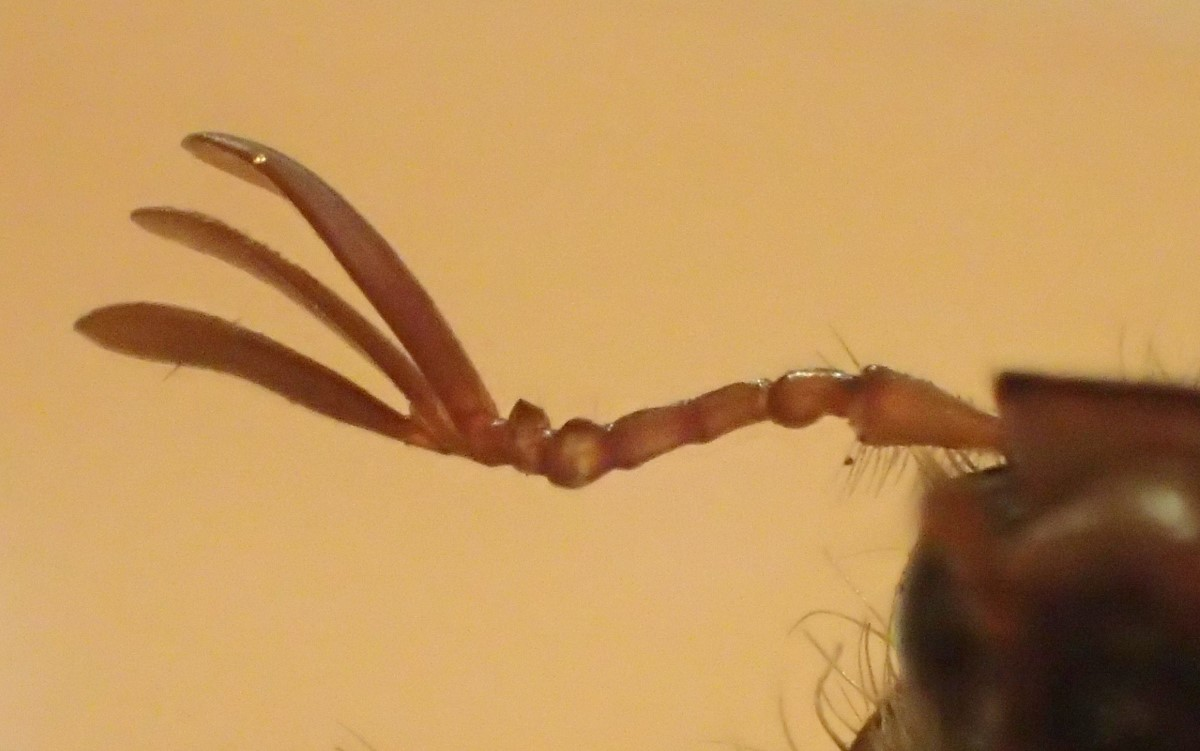
Усик

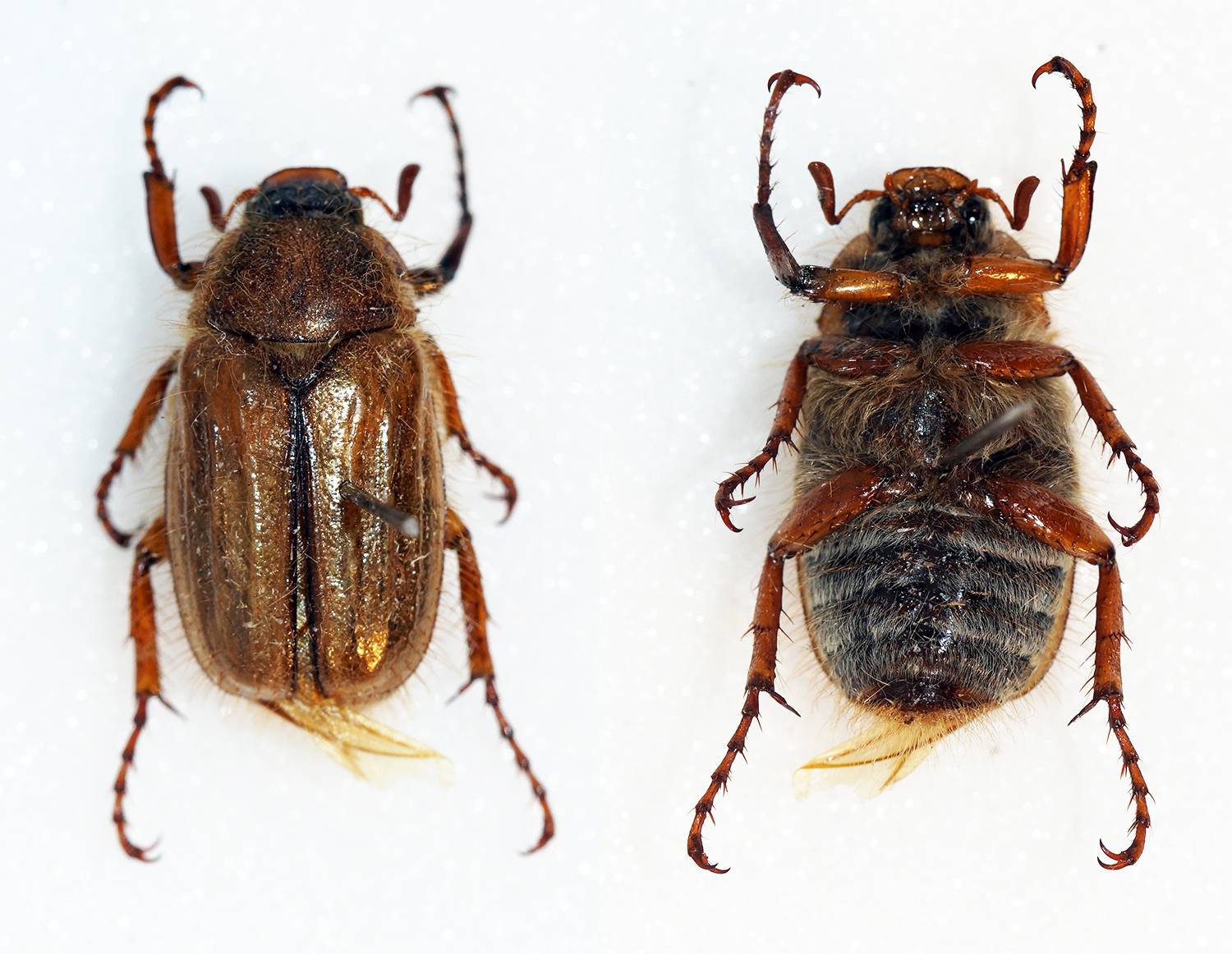

Длина 15—16 мм. Жук тёмно-бурого цвета; края грудного щита, усики и ноги красновато-желтые; надкрылья светло-желтые, блестящие с 4 выпуклыми продольными линиями; грудь покрыта густыми, длинными пушистыми беловатыми волосками; брюшко с короткими беловатыми волосками, которые образуют по бокам треугольные пятна, а на заднем крае каждого кольца белые полоски; усики 9-члениковые.

## Ареал
Этот жук имеет обширное географическое распространение, и встречается в большей части Европы и в Азиатской России; на севере он доходит до Финляндии, встречается часто в Ленинградской области, известен в Крыму, на Кавказе, в Туркестане.

## Биология

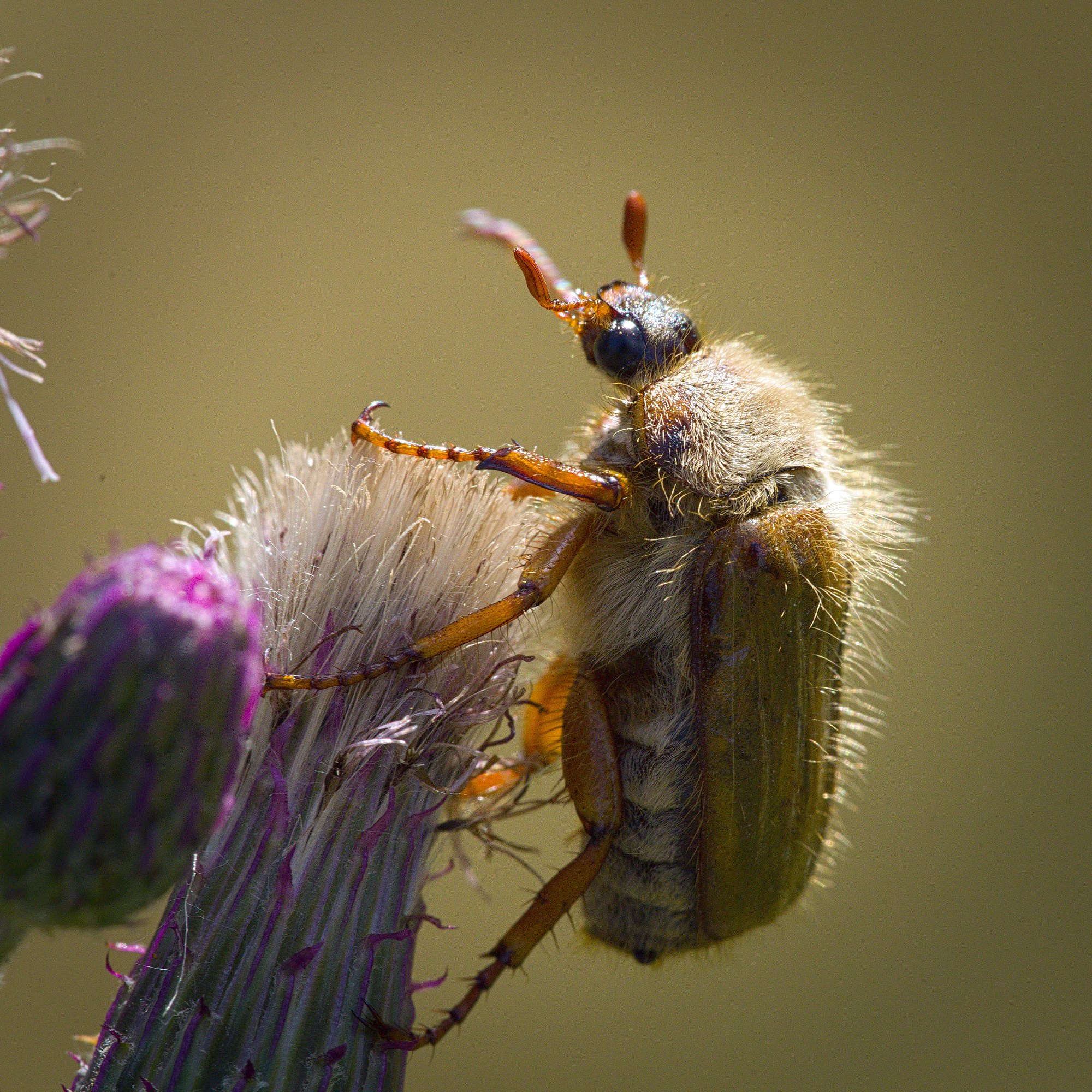
Имаго на соцветии бодяка полевого

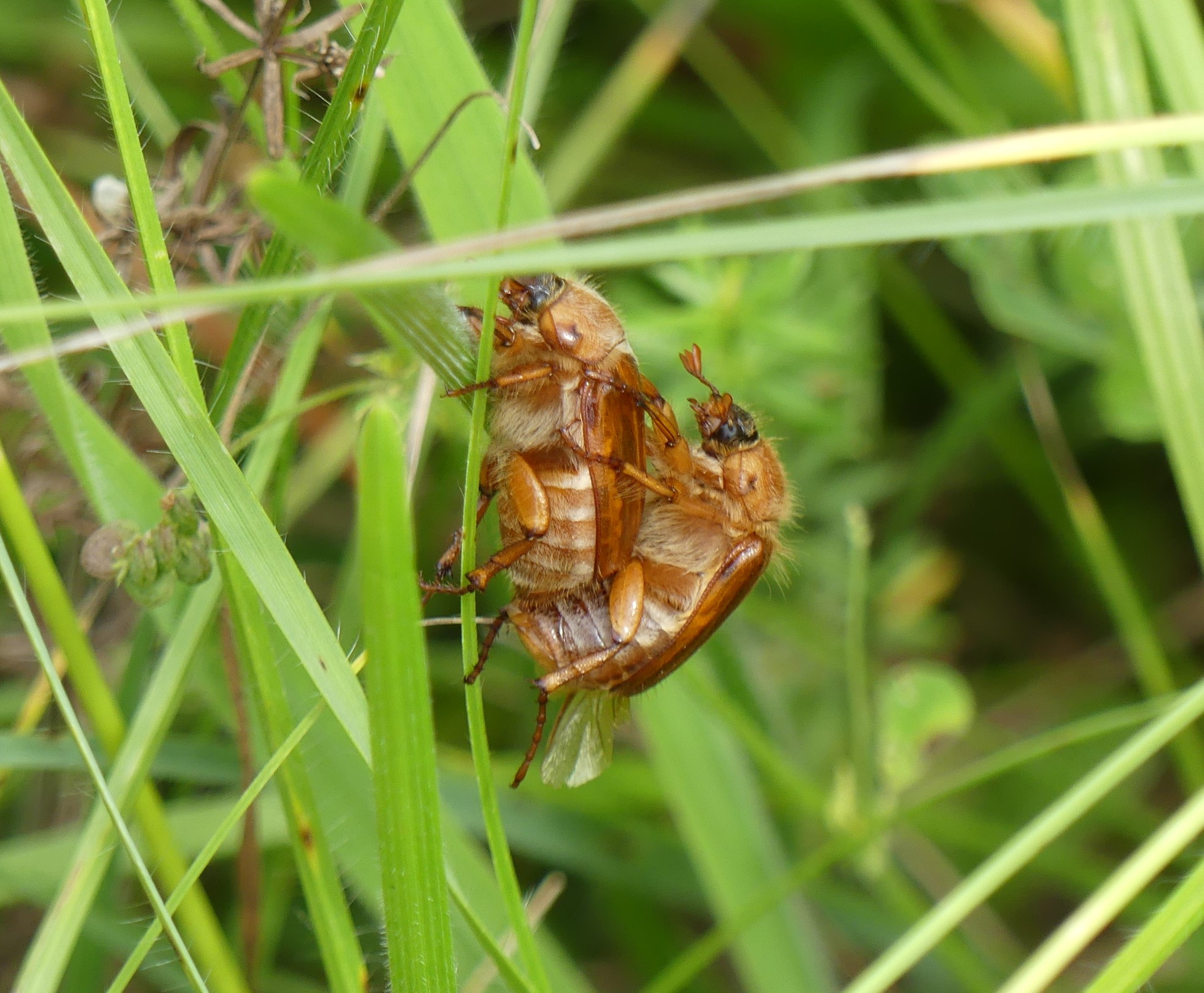
Копуляция

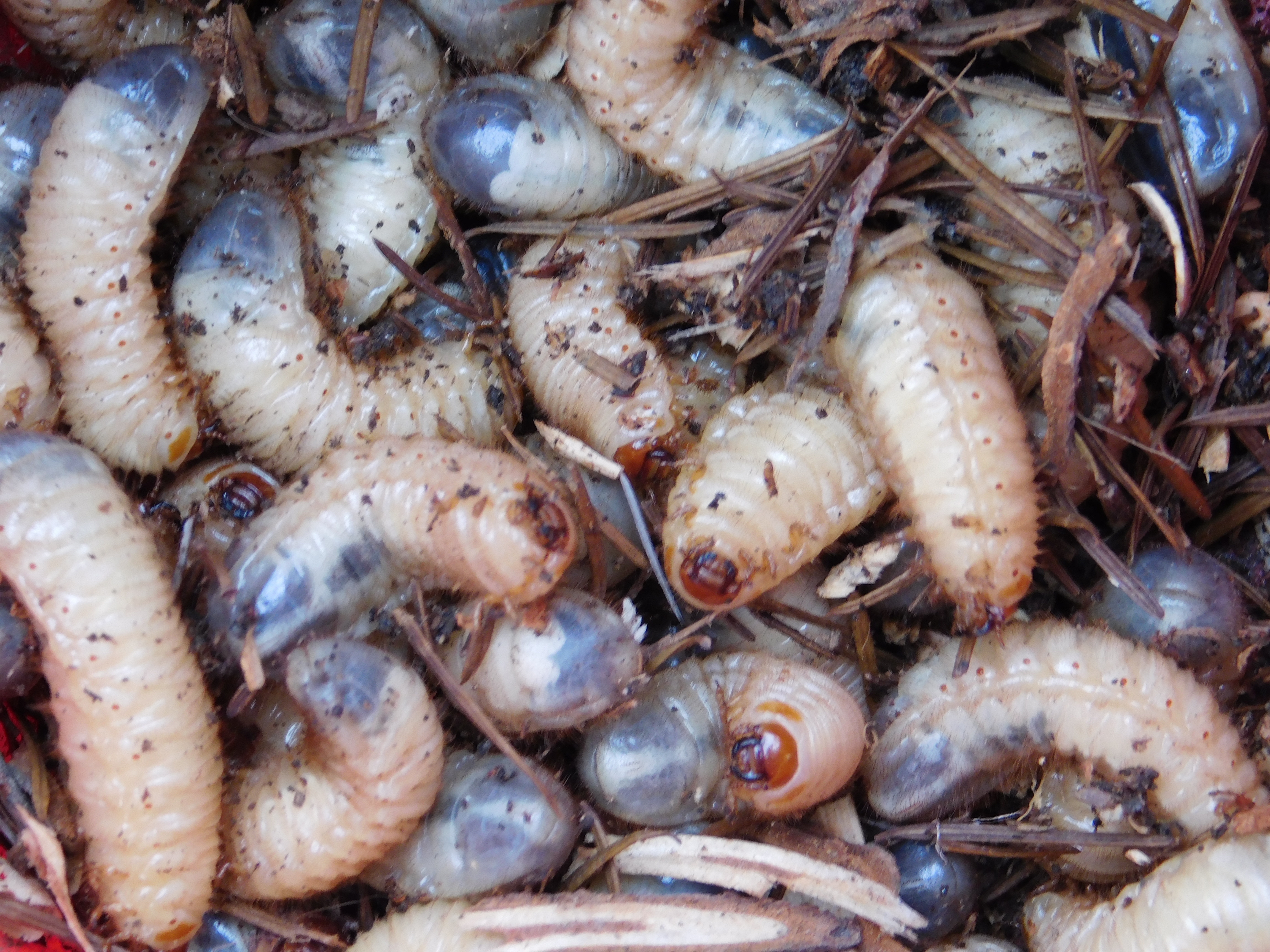
Личинки июньского жука

Июньский нехрущ появляется в июне и начале июля и летает по вечерам  вокруг деревьев, часто в больших количествах. Днем жуки прячутся на земле. Они объедают листья разных деревьев: тополей, ив, бука, сосны, фруктовых деревьев и других, молодые побеги растений, а иногда и цвет хлебных злаков. 
Копуляция совершается обыкновенно на деревьях. Самки откладывают 20—30 яиц поодиночке в землю или под коровий помёт. Личинки встречаются особенно часто в песчаной или суглинистой почве, углубляясь в неё на 10—12 см. Личинка очень похожа на личинку майского жука, но меньших размеров и с более тонкими ногами и длинными когтями на лапках; три последние пары дыхалец меньше, чем остальные; заднепроходное отверстие имеет вид трёхлучевой звезды; последний сегмент брюшка снизу на конце покрыт большими крючкообразными жилами; цвет её желтовато-белый. Личинки питаются корнями различных растений, в особенности злаков; замечено, что личинки иногда поедают друг друга. Одни наблюдатели утверждают, что личинки развиваются в течение десяти месяцев, другие же считают генерацию двухгодичной, основываясь на том, что в некоторых местностях нехрущ июньский появляется в больших количествах через год. Окукление происходит в земле.
У личинок есть несколько врагов среди насекомых: осы Tiphia morio и femorata, личинки которых являются их наружными паразитами (см. Тифия), и две мухи, Hirmoneura obscura, личинка которой в первой стадии живет свободно в земле, а во второй паразитирует внутри личинки хруща, и Phorostoma latum, личинка которой является эндопаразитом, заключенным в особой цисте, или мешке; мешок этот имеет форму воронки и узким концом своим сообщается с трахеей личинки нехруща (паразит, вероятно, проникает в личинку через дыхальце).

## Экономическое значение
Вред от хруща июньского редко бывает особенно значительным, так как жук обыкновенно не размножается в массе и не имеет сплошного распространения. Наиболее страдают от него молодые сосны, хвою которых он сильно объедает (Германия).